# آرشاک قوکاسیان
آرشاک قوکاسیان (۶ مهر ۱۳۲۳ – ۶ آبان ۱۴۰۳) صداپیشه و دوبلور ایرانی ارمنی‌تبار بود. او صداپیشهٔ بسیاری از شخصیت‌های جوان در فیلم‌های سینمائی و سریال‌های ایرانی و خارجی بود. دوران اوج صداپیشگی آرشاک قوکاسیان به سال‌های ۱۳۳۹ تا ۱۳۵۶ بازمی‌گردد. از مشهورترین کارهای او می‌توان صداپیشگی به جای شخصیت عمار در فیلم سینمائی محمد رسول‌الله و نیز شخصیت سعید با بازی سعید کنگرانی را در سریال دایی جان ناپلئون مثال زد. عطاءالله کاملی معصومیت و نجابت را ویژگی صدای او می‌داند.

## زندگی
آرشاک قوکاسیان در سال ۱۳۲۳ در یک خانوادهٔ ارمنی به دنیا آمد. پدرش به کار طلاسازی اشتغال داشت و او نیز در نوجوانی این حرفه را از پدرش آموخت. آرشاک کار حرفه‌ای دوبله را از سال ۱۳۴۲ شروع کرد، وی ورود خود به دنیای دوبله و موفقیت خود را در این حرفه مدیون مدیران دوبلاژی چون هوشنگ لطیف‌پور، سعید شرافت و احمد رسول‌زاده می‌داند.
بر اساس آنچه که خود او گفته،  وی قبل از انقلاب ۱۳۵۷ فعالیت خود را تا سال ۱۳۵۴ ادامه داده است، هرچند که صدای او در برخی نقش‌ها در سال‌های بعد نیز شنیده می‌شود، مثلاً به جای سعید کنگرانی در فیلم سینمائی در امتداد شب (ساخته پرویز صیاد) محصول سال ۱۳۵۶. یکی دیگر از نمونه کارهای آرشاک، دوبله او در نقش عمار در فیلم سینمایی محمد رسول‌الله بود، که پس از اکران در سینماها از تلویزیون ایران نیز پخش شد. وی همچنین دوبلور شخصیت اصلی سریال تلویزیونی دارا و ندار بود.
وی در سال ۱۳۶۱ به کانادا رفت و تا سال ۱۳۸۸ در سکوت محض در آن کشور اقامت داشت و درحرفهٔ طلاسازی فعالیت می‌کرد.

## بازگشت به ایران
در اسفند ۱۳۸۸ امیرهوشنگ زند مدیر دوبلاژ فیلم هوش مصنوعی ساخته استیون اسپیلبرگ با اعلام بازگشت آرشاک قوکاسیان به ایران از ادامه فعالیت‌های او در عرصه دوبله خبر داد. در این فیلم او به جای سَـم روباردز گویندگی کرد. برخلاف نقش‌هایی که آرشاک پیش از این می‌گفت، نقش او درهوش مصنوعی حدود ۴۰ سال سن داشت.

## بزرگداشت

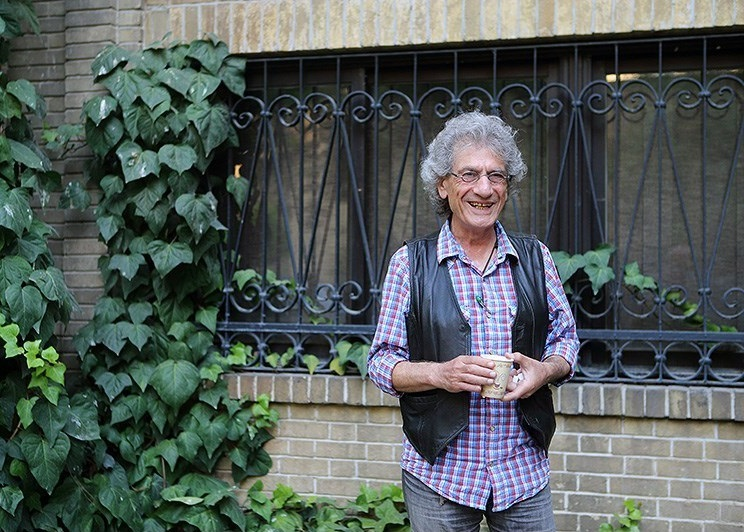

آیین بزرگداشت آرشاک قوکاسیان و رونمایی از مستند قصهٔ آرشاک به تهیه‌کنندگی و کارگردانی ابوالفضل توکلی شامگاه یکشنبه ۶ مهر ۱۳۹۹ در سالروز تولد او برگزار شد.

## درگذشت
وی که در سال‌های آخر عمر به بیماری آلزایمر مبتلا شده بود، سرانجام در روز یکشنبه ۶ آبان ۱۴۰۳ در کانادا درگذشت.

## برخی از کارها
برخی از به یاد ماندنی‌ترین کارهای او عبارتند از:
- به جای سعید کنگرانی در بیشتر نقش آفرینی‌های این بازیگر
- بر باد رفته به جای رند بروکس در نقش چارلز همیلتون
- گتسبی بزرگ به جای اسکات ویلسون در نقش جرج ویلسون
- ۷ مرد ارتشی به جای اَلکساندِر فو شنگ
- شاهزاده و گدا به جای مارک لستر
- آمر اکبر آنتونی به‌جای ریشی کاپور
- زد به جای ژاک پرن
- محمد رسول‌الله به جای گریک هاگون در نقش عمار[۱۱]
- انیمیشن تن‌تن و معبد خورشید به جای تن‌تن
- انیمیشن سفر به مرکز زمین به جای الک
- جنگ ستارگان به جای مارک همیل در نقش لوک اسکای‌واکر

آرشاک قوکاسیان در فیلم ندارها ساختهٔ محمدرضا عرب در صحنهٔ کوتاهی ایفای نقش کرده است.